# Cercospora coffeicola
A cercospora coffeicola é um fungo descrito por Berkeley & Cooke em 1881, e que é bastante conhecida por infectar plantas do gênero coffea. 

## A doença da cercospora coffeicola
A cercosporiose, também  conhecida como mancha de olho pardo, mancha circular, mancha parda ou olho de pombo, é uma doença que atinge o cafeeiro causada pelo fungo Cercospora coffeicola. Sendo relatada no Brasil em 1887 . Esta doença atinge folhas e frutos e atinge principalmente cafeeiros jovens (mais infecciosa nos cafeeiros de até 3 anos de idade).  A cercosporiose é em alguns países considerada a principal doença do cafeeiro e o seu prejuízo incide tanto na produção como na qualidade do produto agrícola. 

### Sintomas
Nas folhas ocorrem lesões necróticas circulares, que variam entre 5-15  mm, de coloração parda, com o centro branco-acinzentado, com um anel de coloração arroxeada ou amarelada em volta da lesão, o que lhe confere a aparência de um olho. Em alguns casos, a lesão aparenta manchas bastante escuras, sendo nestes casos associadas a deficiência nutricional do fósforo. Devido a alta produção de etileno durante a decomposição dos tecidos as folhas atingidas acabam caindo. 
Nos frutos, a doença inicia a sua infecção quando o fruto ainda é um "chumbinho" na aparência de pequenos pontos de coloração marrom-claro, aumentando a infecção no sentido polar do fruto e incindindo mais frequentemente nos frutos mais expostos a luz do sol.  As lesões da doença em estado evoluído de infecção geram manchas escuras, ocasionam o maior prendimento da casca na semente e posteriormente a necrose dela, e podem causar o chochamento do fruto devido a aceleração na maturação do fruto que a doença causa nele. A doença também causa a derrubada dos chumbinhos do caffeiro  . A doença após verificada compromete os grãos afetados, que ficam mais sucetíveis à ação dos fungos saprófitas, o que numa etapa pós colheita estará relacionado ao declínio da qualidade sensorial dos grãos. 
As condições ambientais e metabólicas favoráveis para a incorrência da infecção da cercosporiose são: a escassez de água no plantio; a condição de ser o primeiro ano de produção de um cafeeiro; variedades menos vigorosas de maturação precoce; deficiências de nitrogênio e magnésio; infecções simultâneas da doença da "ferrugem"; temperaturas médias quentes e luminosas.

## Controle fitossanitário da cercosporiose
O controle da cercosporiose deve ser sempre preventivo, isto é, deve ser feito com pulverizações previstas no cronograma de controle fitossanitário do pomar cafeeiro. São indicados para o controle da cercosporiose a pulverização com fungicidas cúpricos e os fungicidas compostos com estrobilurinas. Para um planejamento fitossanitário consulte sempre um agrônomo ou engenheiro florestal. O uso de adubações foliares como aminoácidos acompanhando a calda de fungicida a base de estrobirulina é uma boa opção para acelerar a recuperação das folhas atingidas pela doença, e/ou algum quadro de toxidez da planta causado por agrotóxicos. 